# Orlov
Orlov är ett ålderdomligt ord som innebär avsked ur en tjänst eller också ledighet, tillåtelse att resa bort. För tillfällig ledighet kunde man få en orlovssedel eller -brev som intygade att man inte befann sig i tjänst. Detta får ses mot bakgrund av att det 1664-1926 rådde tjänstetvång i Sverige. Ordet kunde också syfta på intyg om avsked, med vitsord om arbetsförmåga, uppförande och dylikt.
Ordet har också använts i betydelsen tillåtelse, tillstånd, medgivande, lov.